# Stora Hagen

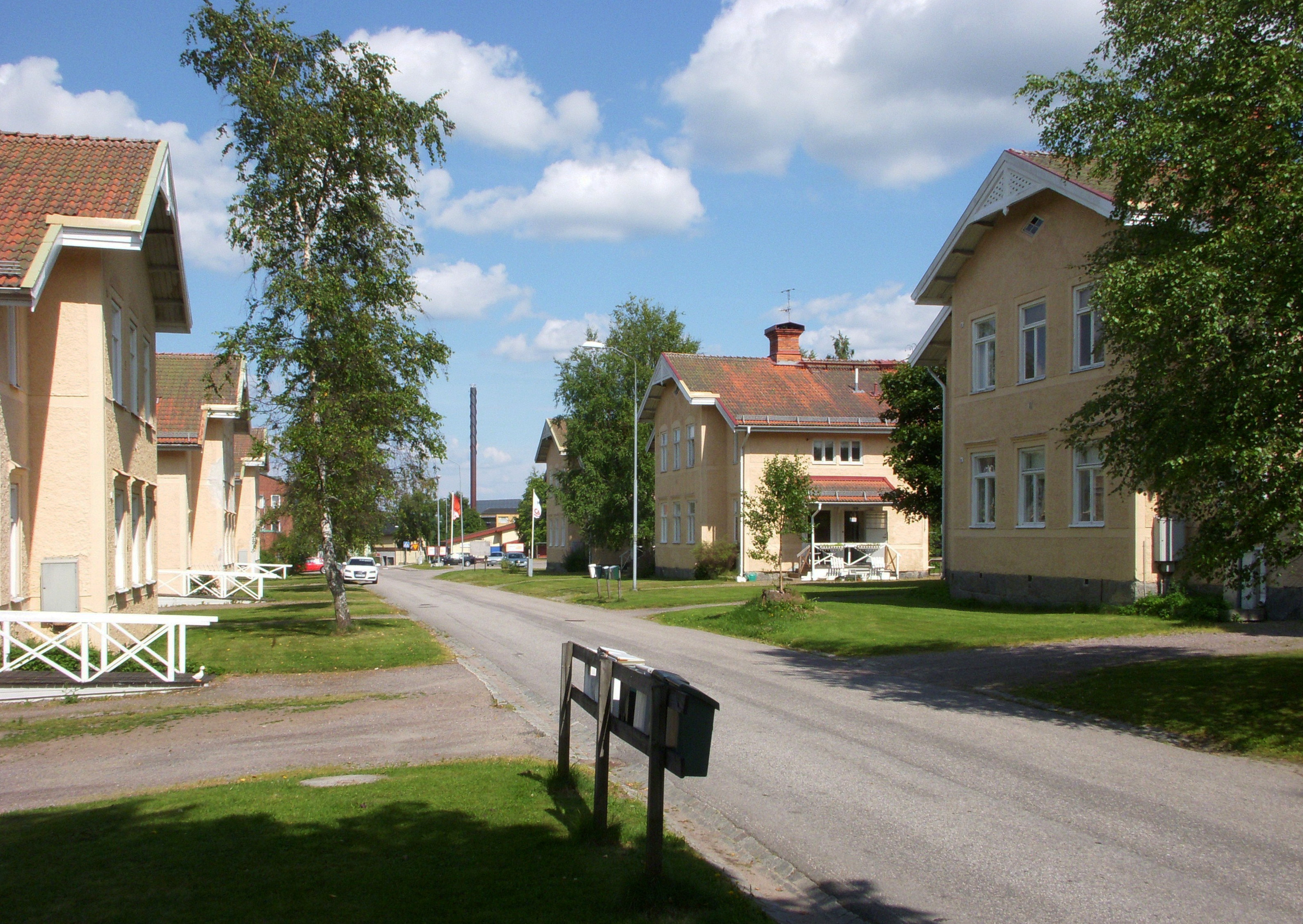
Stora Hagvägen, vy mot norr, 2013.

Stora Hagen är ett bostadsområde och en gammal bruksgata med arbetarbostäder i Grängesberg, Ludvika kommun. Området uppfördes 1898 efter engelskt mönster. En av byggnaderna på Stora Hagen har iordningställts som museum och ingår i Ekomuseum Bergslagen. Här kan man se hur en arbetarfamilj bodde 1898 respektive 1963. I museet finns även ett minnesrum för gruvarbetaren Bernhard Eriksson, som blev riksdagsman, minister och landshövding. Området är klassat som riksintresse, men hus nummer 22, där museet inryms, är sedan 1988 ett statligt byggnadsminne. Ett liknande område i Grängesberg är Källfallet längs Björkallén.

## Historik
I slutet av 1800-talet blev Grängesbergs gruvor en av Sveriges största arbetsgivare. Människor strömmade till och trångboddheten blev stor. De gruvarbetare som hade sin bostad på annan plats ”pendlade”, det vill säga de vandrade hem på lördag eftermiddag och tillbaka på söndag kväll. Under veckan bodde de i enkla baracker eller logement. För att råda bot på bostadsproblemen uppfördes två större områden med arbetarbostäder, Källfallet norr om samhället (klart 1896) och Stora Hagen i centrala Grängesberg (klart 1898). I varje område byggdes 22 hus med fyra lägenheter i vardera hus. Medan Källfallet håller på att rustas upp (2014), renoverades Stora Hagen redan 1989-1990 och är bebodd.

## Arkitektur

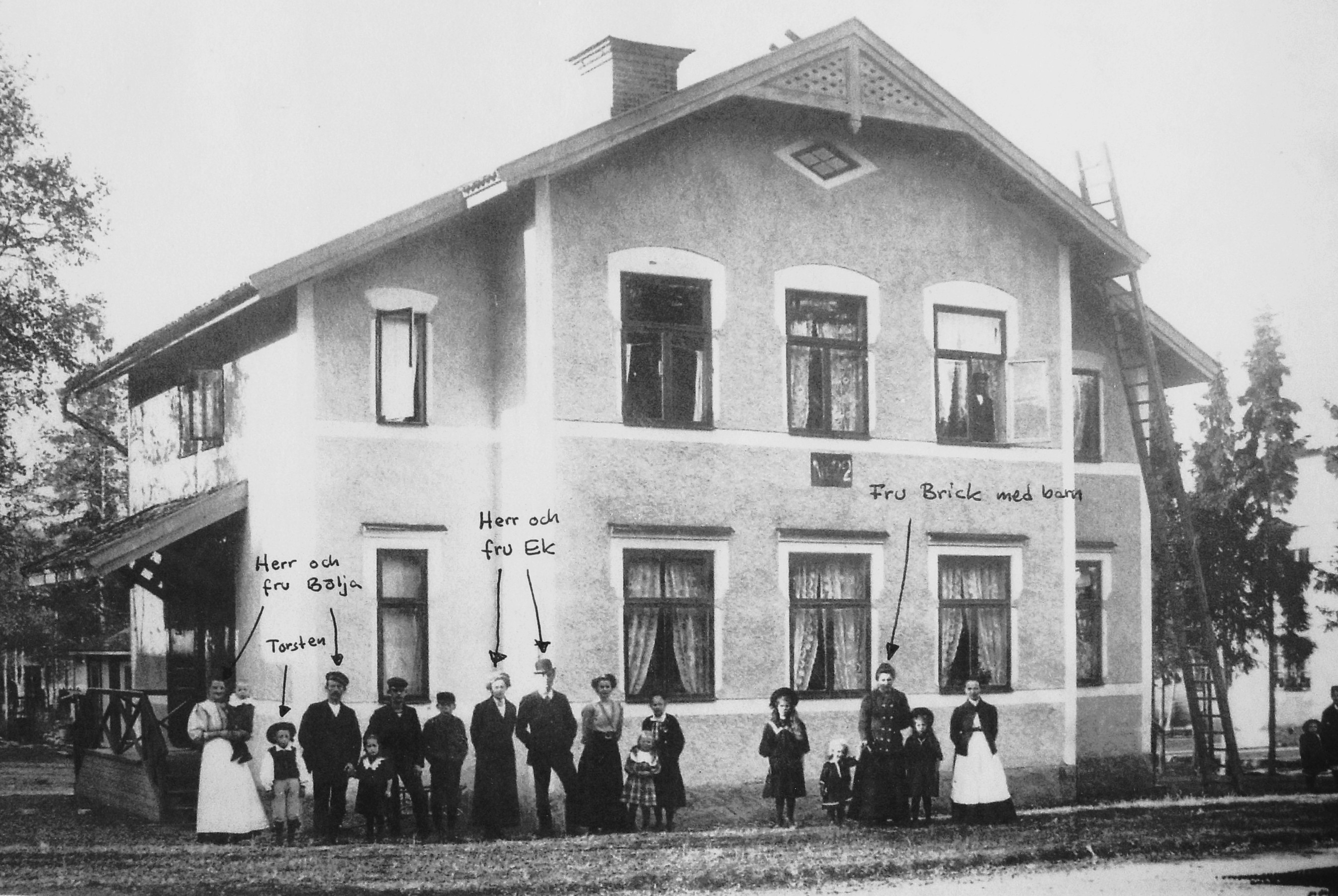
Ett av husen med boende kring år 1900.

Husens arkitektur anknyter till brukstraditionen i Bergslagen. Nytt och efter engelsk förebild var planlösningen där varje lägenhet fick sin egen entré från gatan. Husen är i två våningar och uppförda i tegel som putsades med grovputs och avfärgades i ljus gul-beige kulör, vilket gav områdena en enhetlig karaktär. Fönster- och dörromfattningar är utförda i slätputs. Taken är sadeltak täckta med tvåkupigt taktegel. Gavelspetsarna och skärmtaken smyckades med dekorativa trädetaljer. Husen, som är ritade vid gruvbolagets ritkontor, var ursprungligen avfärgade i mörkare gulrött med ljusare släta partier.
Varje bostad omfattar cirka 50 kvadratmeter om ett rum och kök samt skafferi. Till varje lägenhet hörde även vedbod och källare samt en liten trädgårdstäppa. Man hade utedass och gemensam brunn. Hyran låg ursprungligen på tre kronor i månaden, det kan jämföras med en gruvarbetares årsinkomst som utgjorde 600 till 1000 kronor. 
Grängesbergs arbetarbostäder i Stora Hagen längs Stora Hagvägen och i Källfallet längs Björkallén blev en stor framgång och förebilder för liknade bostäder i hela landet. För närvarande[när?] finns planer på att upprusta även bostadshusen i Källfallet. Grängesbergs byalag blev ägare till området i slutet av år 2011, i första hand för att förhindra en rivning och i andra hand för att hitta privatköpare.

## Exteriör

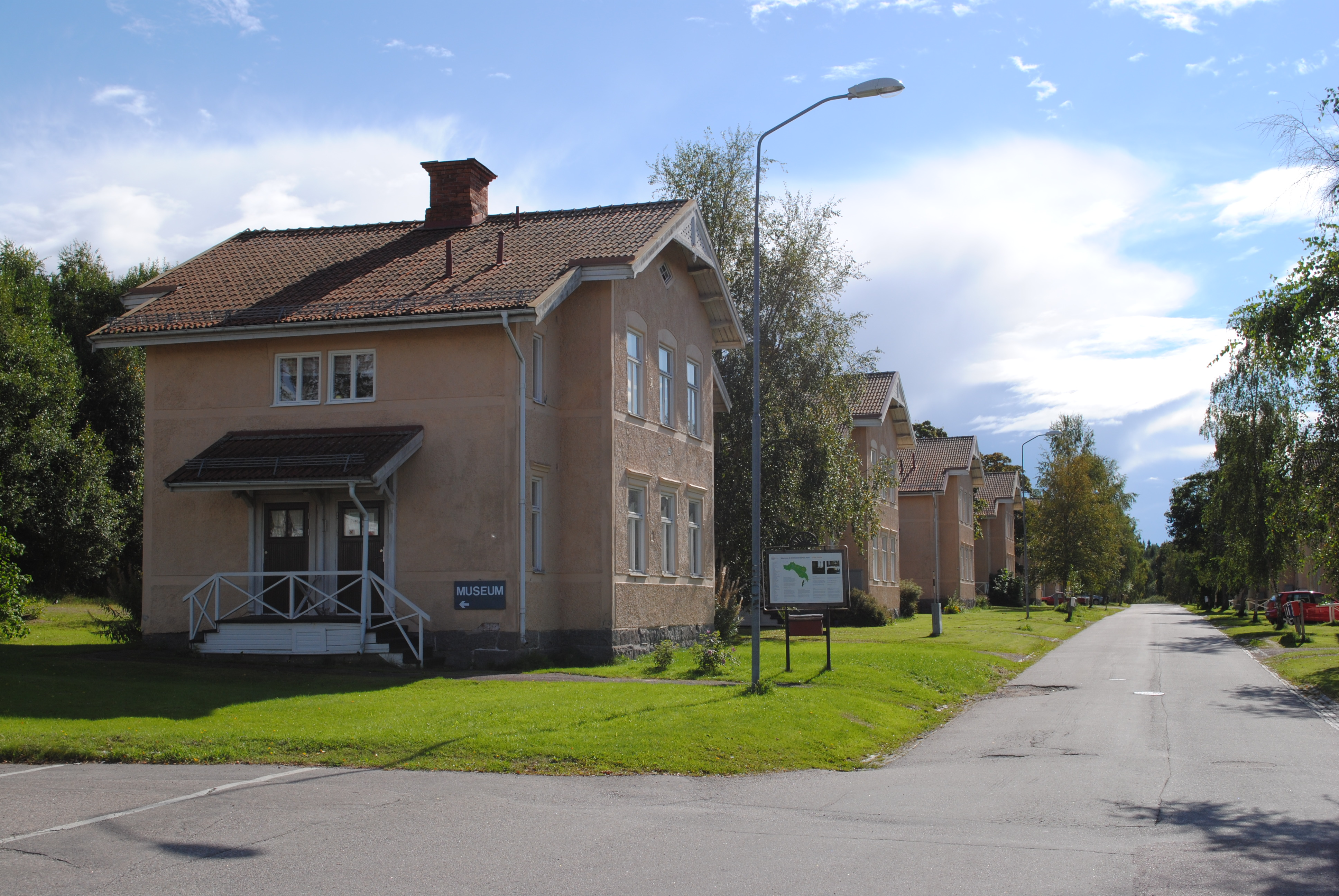
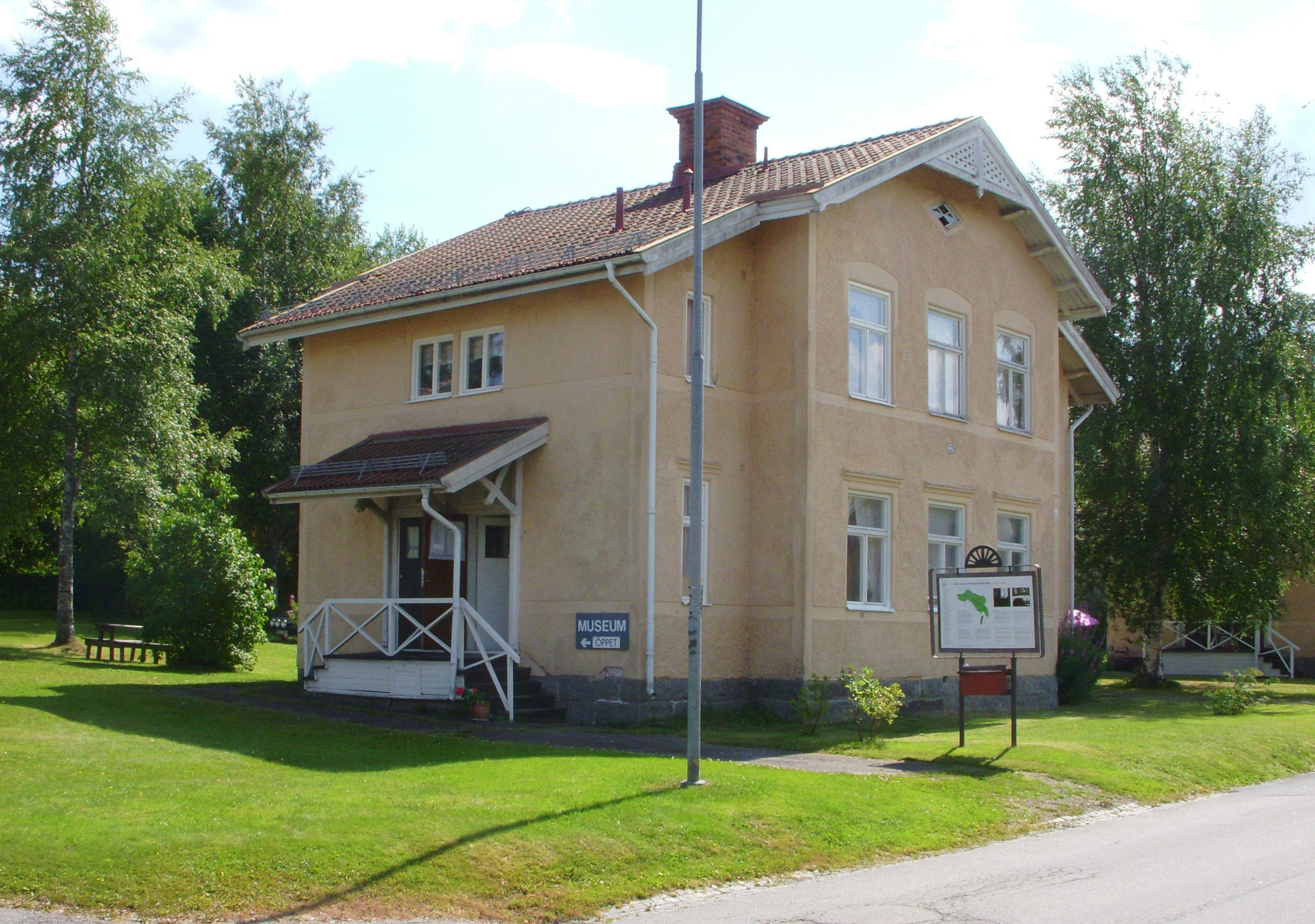
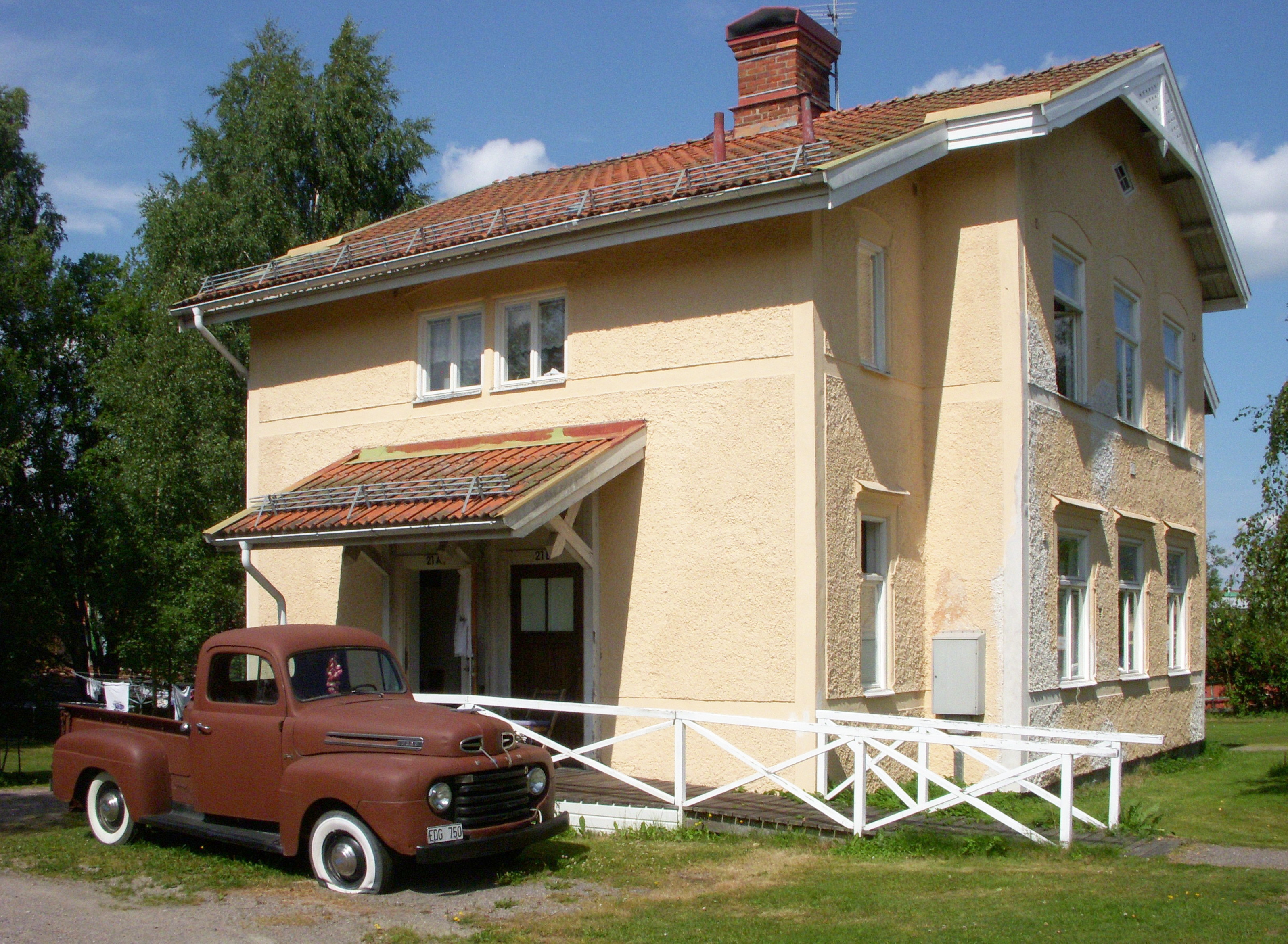
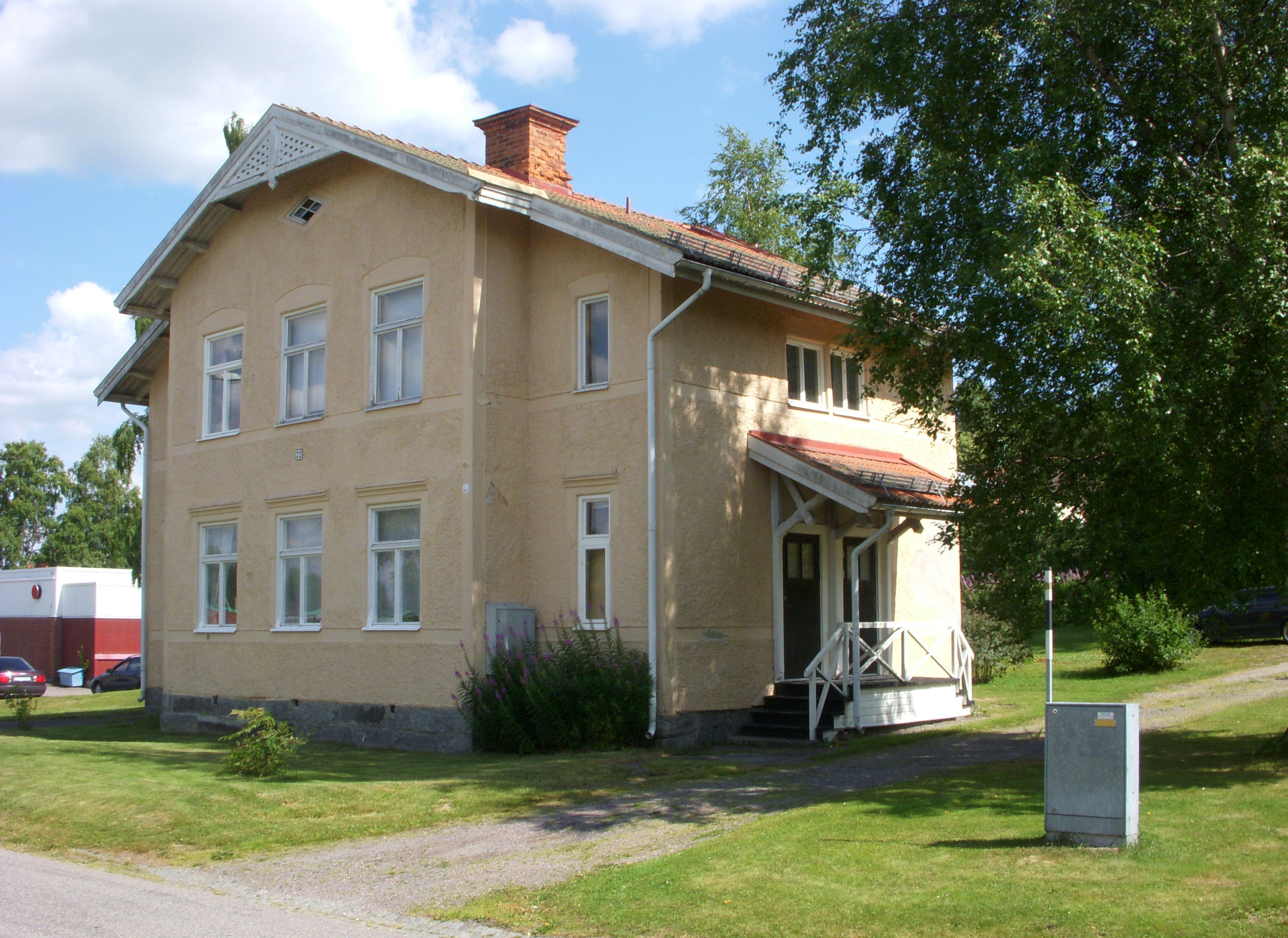

## Interiör, museilägenhet 1898

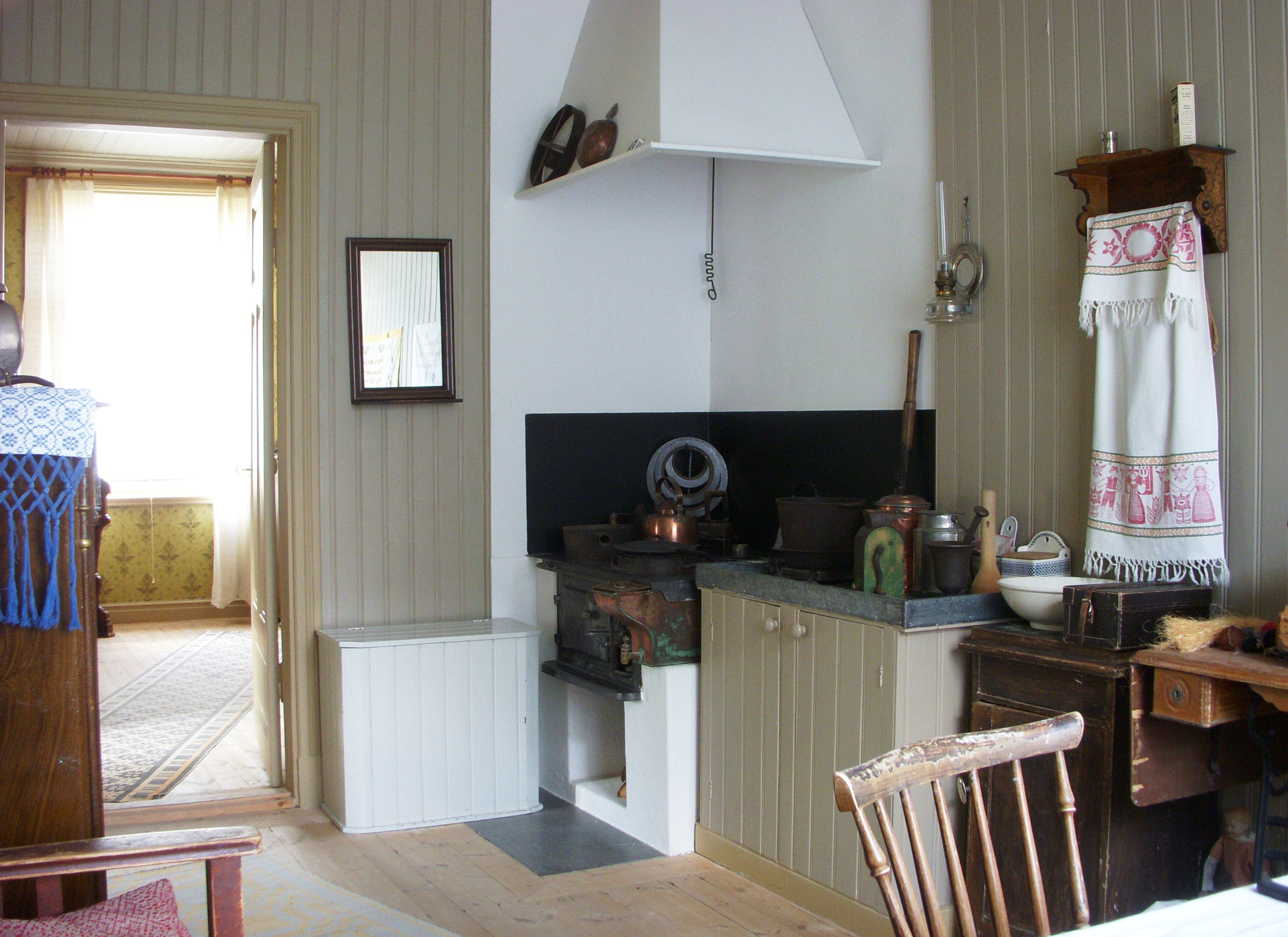
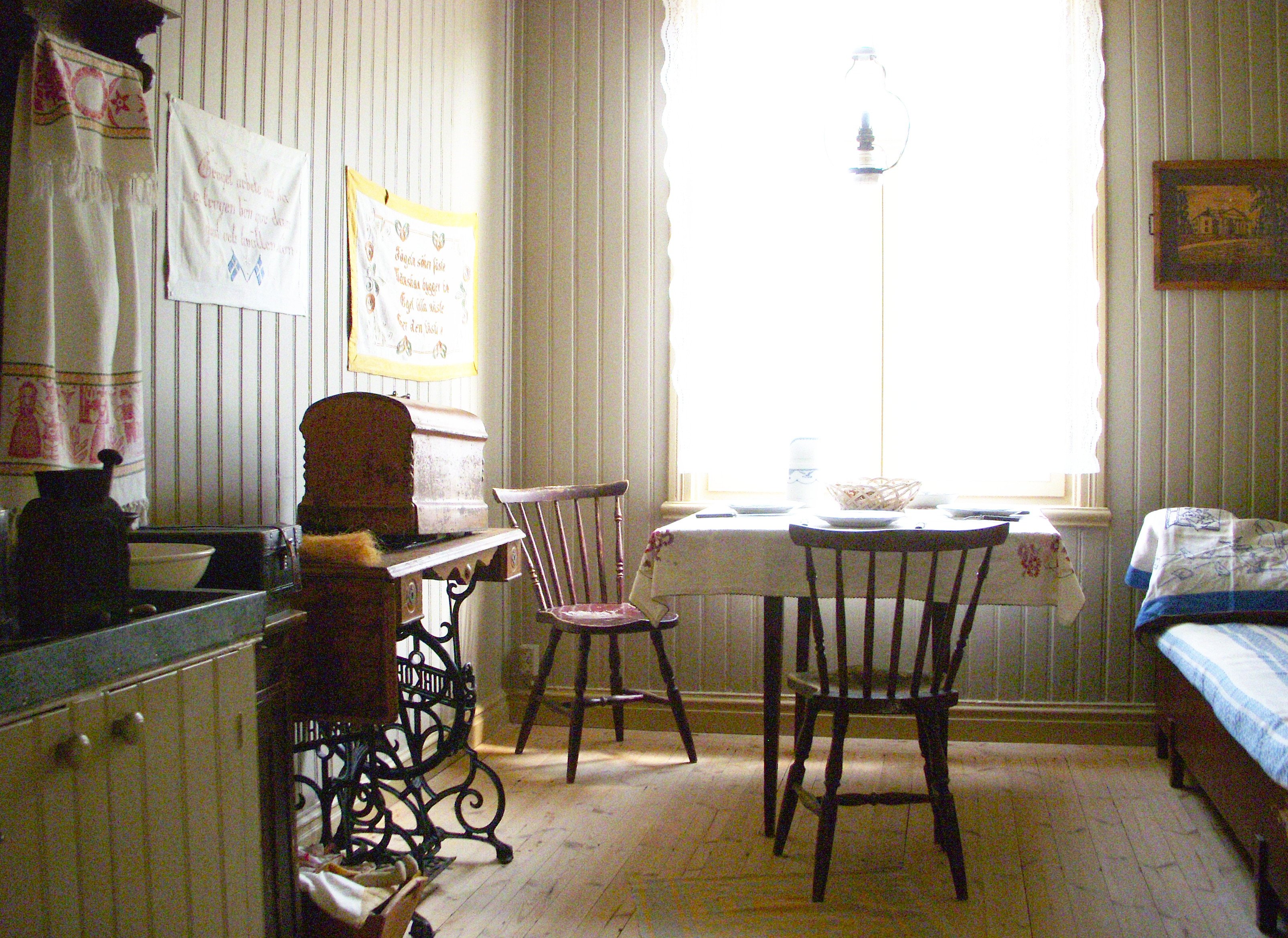
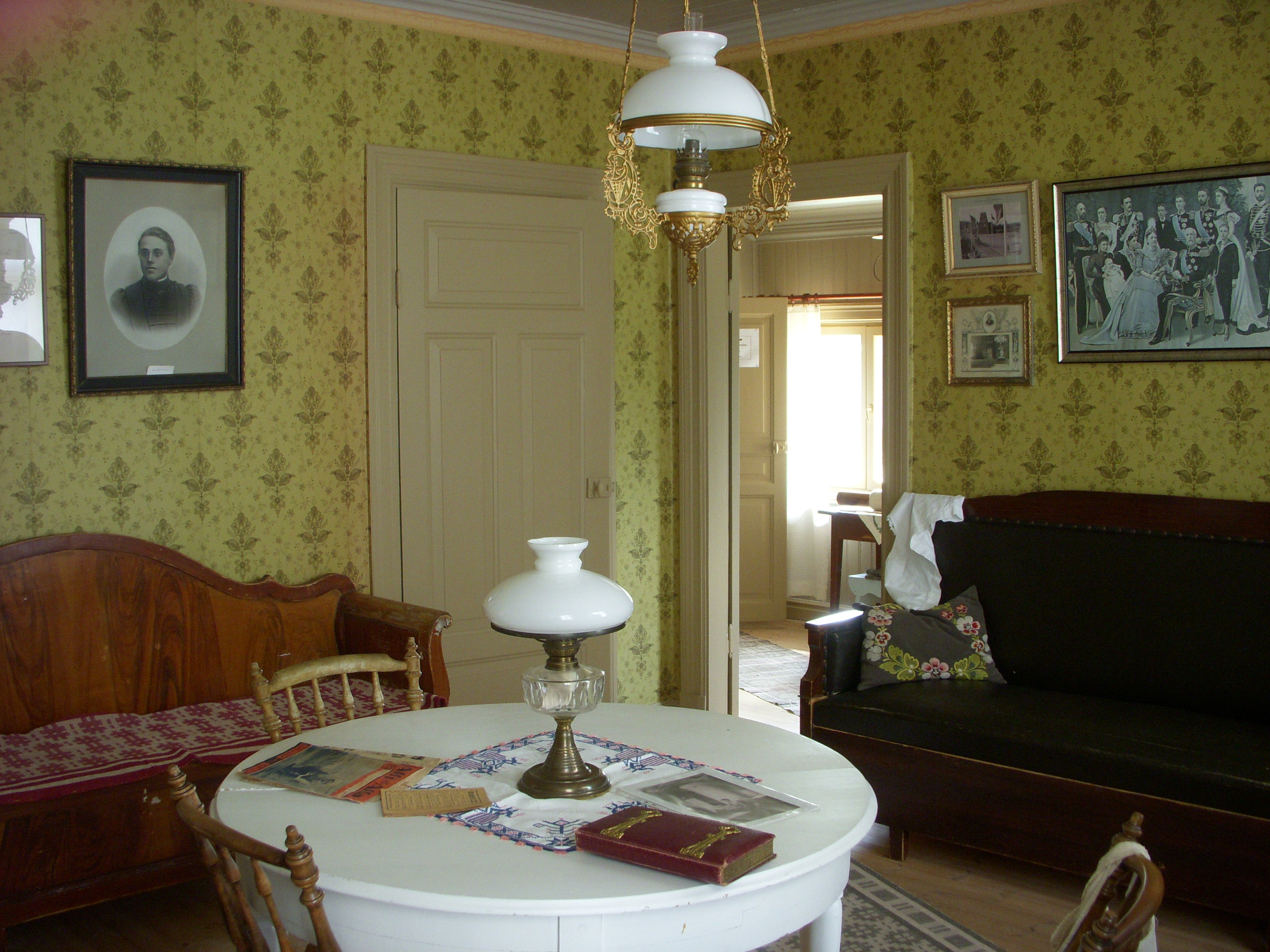
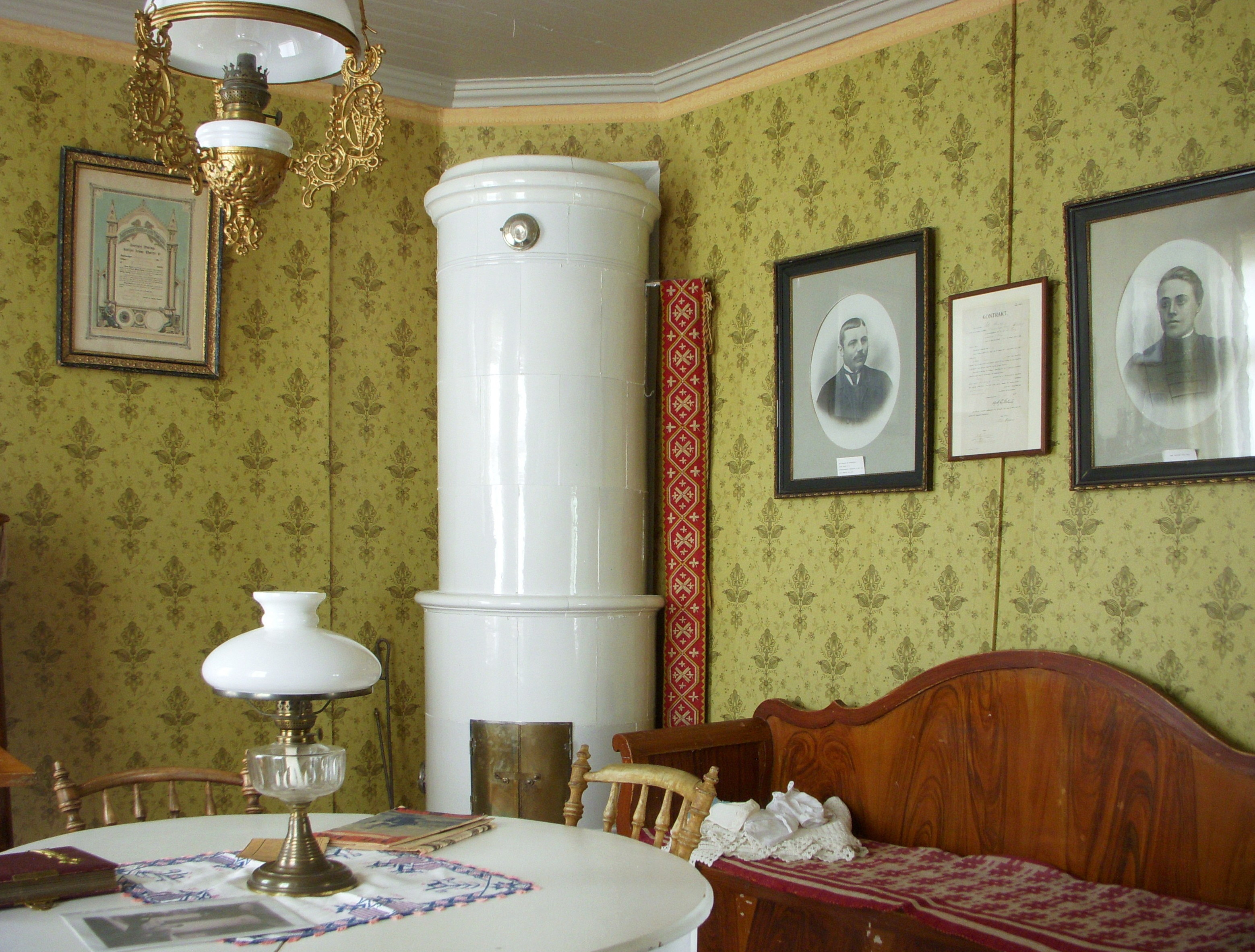

## Interiör, museilägenhet 1963

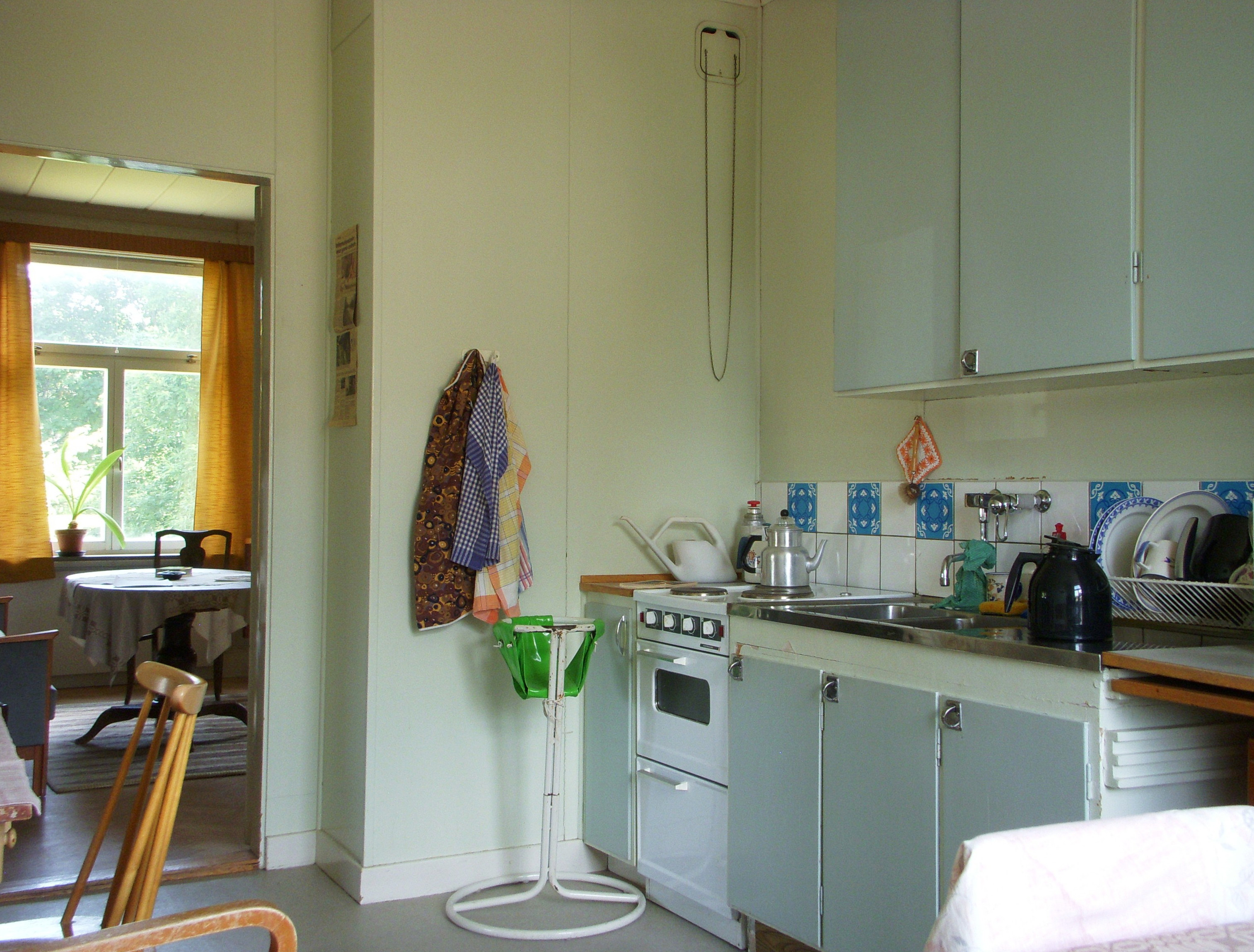
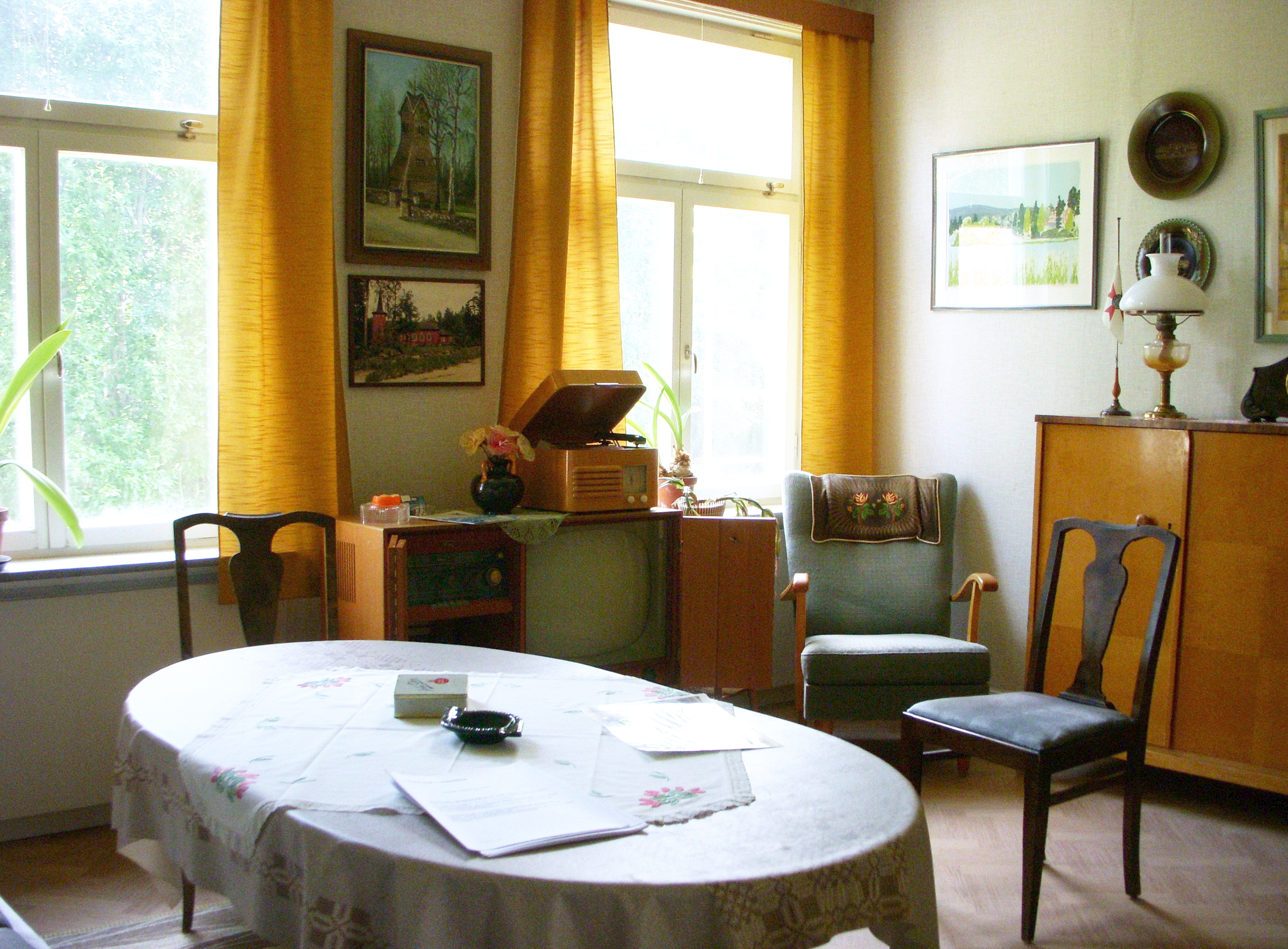
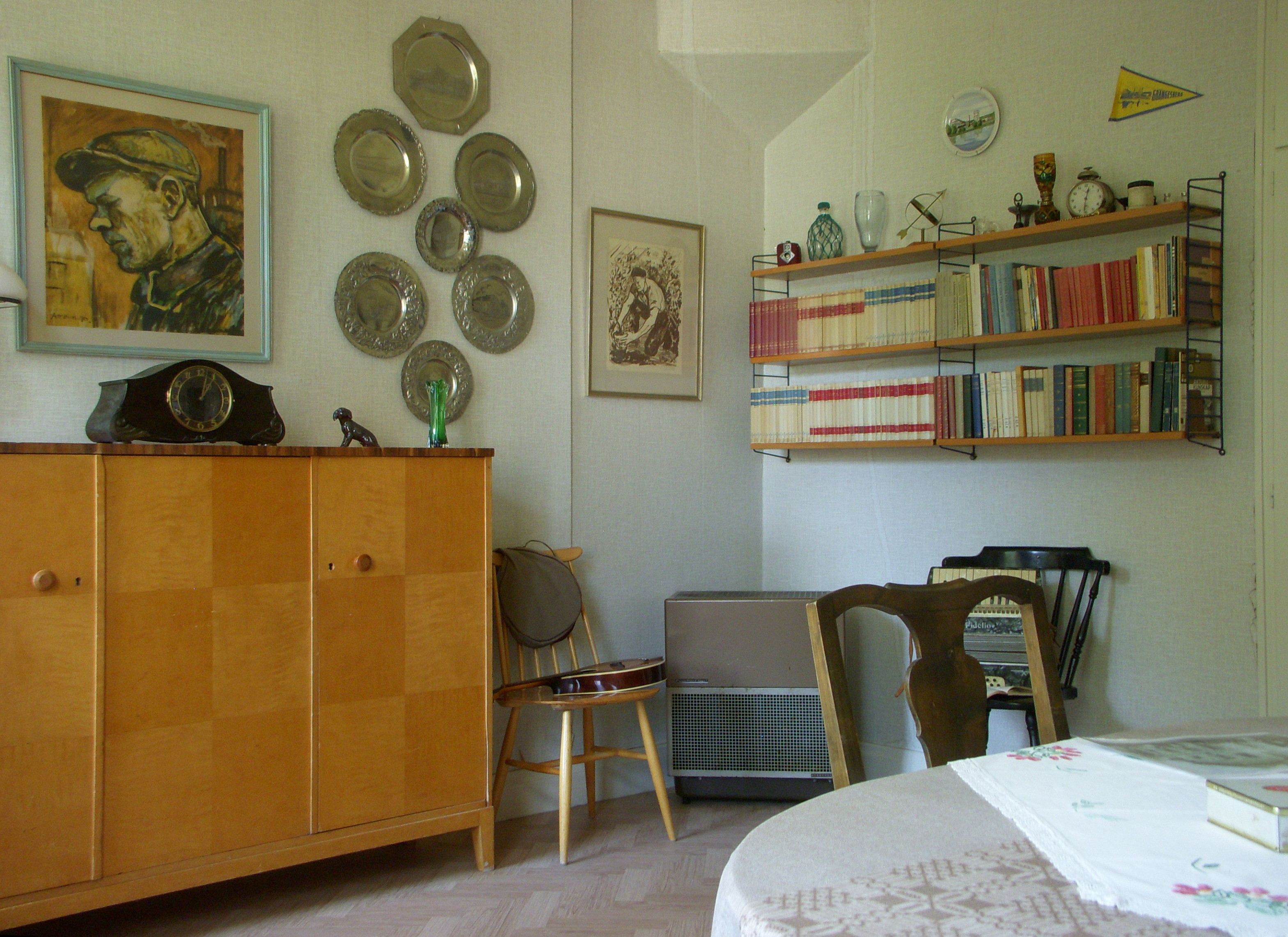
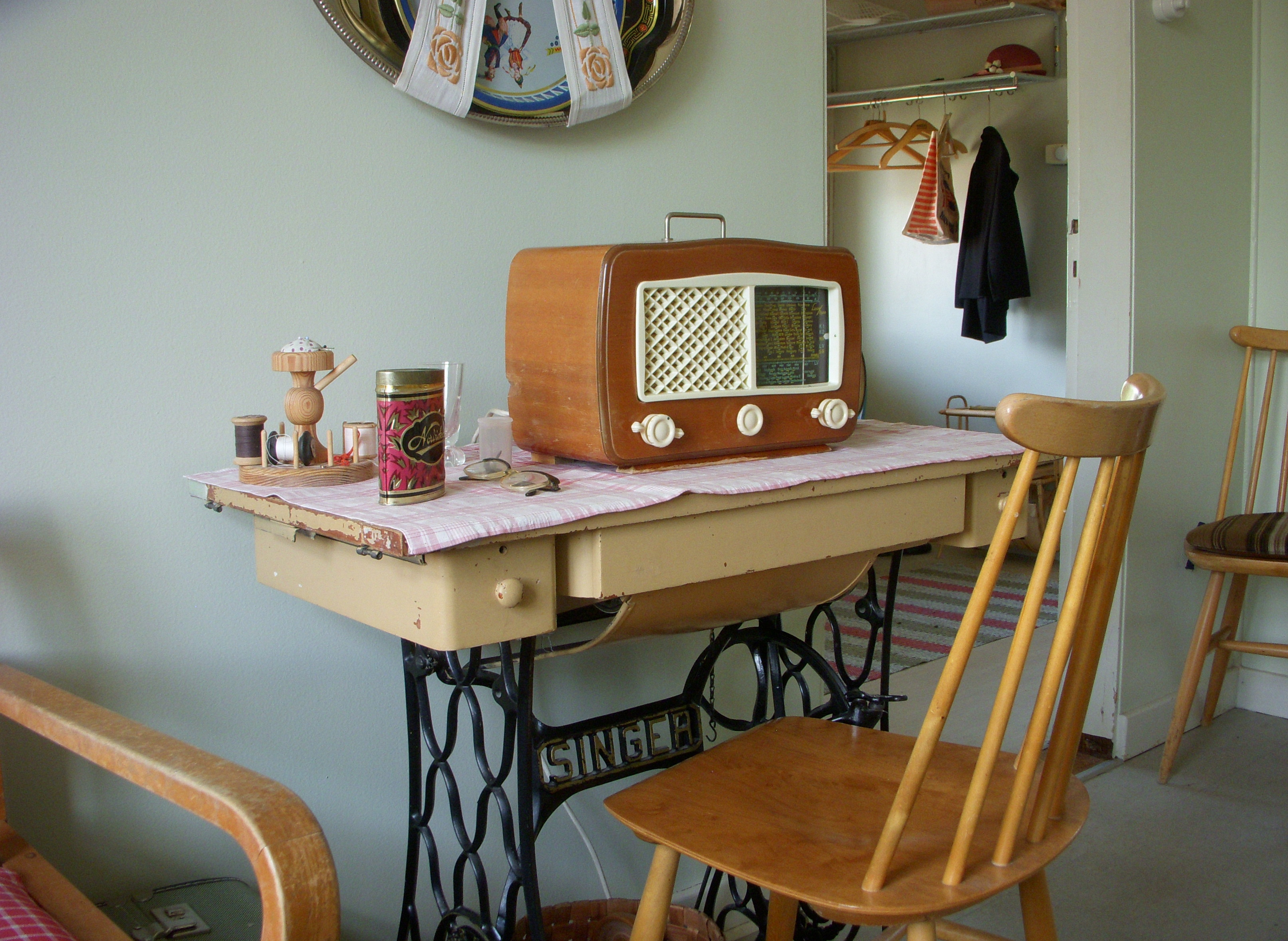